# آمرزانه

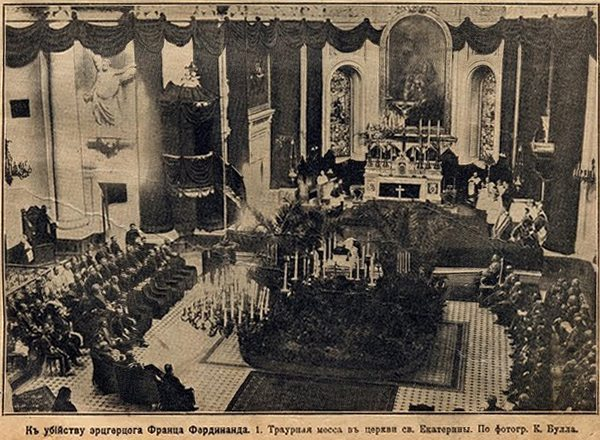
آیین دعای آمرزش برای آرشیدوک فرانتس فردیناند در کلیسای کاتولیک سنت کاترین، سن‌پترزبورگ، ۱۹۱۴.

آمُرزانه یا آمُرزش‌خوانی (به انگلیسی: Requiem) نام مراسم ویژه‌ای در کلیساهای کاتولیک رومی است که طی آن دعایی برای آمرزش‌خواهی مردگان سروده می‌شود.
این دعا بخشی از نمازنامهٔ رومی را تشکیل می‌دهد و بیشتر در مراسم خاکسپاری خوانده می‌شود. در بازنگری‌ای که در سال ۱۹۷۰ شد بخش‌هایی از این دعا کم شد. انگلیسی آن از نخستین واژه در جملهٔ لاتین دعای: Requiem æternam dona eis Domine (آرامشی ابدی بدیشان ارزانی دار، ایزدا) گرفته شده است.
دعای آمرزش الهام‌بخش شمار زیادی از آهنگ‌های آهنگ‌سازان سرشناس بوده است. از این میان دعاهای آمرزش، ساختهٔ موتزارت، وردی و گابریل فوره نامور هستند. موسیقی آمرزش‌خواهی از این طریق تبدیل به سبکی ویژه در موسیقی کلاسیک اروپایی شده است.

## متن
| بخش                              | برگردان فارسی | متن لاتین |
| -------------------------------- | --- | --- |
| درآمد (introitus)                | آرامشی ابدی بدیشان ارزانی دار، ایزدا و فروغ جاودان را بر آنان بتابان. پروردگارا، سرودی در صهیون زیبندهٔ توست و در اورشلیم نذری بهر تو به‌جا خواهد آمد نیایشم را بشنو هر آنچه گوشتین است به سوی تو خواهد آمد آرامشی ابدی بدیشان ارزانی دار، ایزدا و فروغ جاودان را بر آنان بتابان.                         | Requiem æternam dona eis, Domine, et lux perpetua luceat eis. Te decet hymnus Deus, in Sion, et tibi reddetur votum in Ierusalem. Exaudi orationem meam; ad te omnis caro veniet. Requiem æternam dona eis, Domine, et lux perpetua luceat eis.                                                         |
| پروردگارا بیامرز (Kyrie eleison) | پروردگارا رحم کن مسیحا رحم کن پروردگارا رحم کن | Kyrie eleison (Κύριε ἐλέησον) Christe eleison (Χριστέ ἐλέησον) Kyrie eleison (Κύριε ἐλέησον) |
| سرودنامه (graduale)              | آرامشی ابدی بدیشان ارزانی دار، ایزدا و فروغ جاودان را بر آنان بتابان. حقانیت او در یاد و خاطره‌ای همیشگی جای خواهد گرفت و او از بدگویی‌ها هراسی نخواهد داشت | Requiem æternam dona eis, Domine: et lux perpetua luceat eis. In memoria æterna erit iustus, ab auditione mala non timebit |
| بخش کشیده (Tracto)               | ببخشای آفریدگارا روان‌های همهٔ باورمندانی که از تمامی زنجیرهای گناهانشان درگذشتند و باشد تا به یاری رحمت تو بدیشان، آنان سزاوار رَستن از داوری کین‌ورزانه شوند و از خجستگی فروغ همیشگی بهره‌مند شوند | Absolve, Domine, animas omnium fidelium defunctorum ab omni vinculo delictorum et gratia tua illis succurente mereantur evadere iudicium ultionis, et lucis æternae beatitudine perfrui. |
| دنباله (sequentia)               | روز خشم، آن روز گیتی به خاکستر خواهد نشست همان‌گونه که داوود و سیبولا پیشگویی کردند (ادامهٔ متن: روز خشم) | Dies iræ, dies illa Solvet sæclum in favilla, teste David cum Sibylla... |
| پیشکش (offertorium)              | ای سرور، ای عیسی مسیح، ای پادشاه عزّت روان تمامی درگذشتگان مؤمن را از کیفر دوزخی و چاه ژرف برَهان از دهان شیر رهایشان ساز و نگْذار تا تارتاروس ببلعدشان و نگذار تا به درون سیاهی‌ها بیفتند که شاید سن میشلِ بیرق‌دار، ایشان را به سوی نور مقدس رهنمون شود نوری که تو روزی نویدش را به ابراهیم و نوادگانش دادی | Domine Iesu Christe, Rex gloriæ, libera animas omnium fidelium defunctorum de pœnis inferni et de profundo lacu. Libera eas de ore leonis, ne absorbeat eas tartarus, ne cadant in obscurum; sed signifer sanctus Michæl repræsentet eas in lucem sanctam, quam olim Abrahæ promisisti et semini eius.. |
| مقدس (Sanctus)                   | مقدس، مقدس، ای مقدس پروردگار، سرور قشون آسمان و زمین آکنده از شکوه توست و بر فراز همگان [هوشیانا] خوشا آن کس که به نام ایزد می‌آید: و بر فراز همگان [هوشیانا] (بازخوانی) | Sanctus, Sanctus, Sanctus, Dominus Deus Sabaoth; pleni sunt caeli et terra gloria tua. Hosanna in excelsis. Benedictus qui venit in nomine Domini. Hosanna in excelsis. (reprise) |
| برهٔ خدا (Agnus Dei)              | ای برهٔ خدا که گناهان جهان را می‌زدایی، بدیشان آرامش بخش ای برهٔ خدا که گناهان جهان را می‌زدایی، بدیشان آرامش بخش ای برهٔ خدا که گناهان جهان را می‌زدایی، بدیشان آرامشی بخش ابدی | Agnus Dei, qui tollis peccata mundi, dona eis requiem, Agnus Dei, qui tollis peccata mundi, dona eis requiem sempiternam. |
| مشارکت (Communio)                | باشد تا فروغ جاودان بر آنان بتابد، ای آفریدگار به همراه قدیسان تو برای همیشه، چرا که تو بخشاینده‌ای آرامشی ابدی بدیشان ارزانی دار، ایزدا و باشد تا نور ابدی بر ایشان بتابد به همراه قدیسان تو برای همیشه، چرا که تو بخشاینده‌ای                                                                           | Lux æterna luceat eis, Domine, cum sanctis tuis in æternum, quia pius es. Requiem æternam dona eis, Domine; et lux perpetua luceat eis ; cum Sanctis tuis in æternum, quia pius es |